# Godescalca de Beesde
Godescalca de Beesde (aussi appelée Cunégonde de Beesde ou de Beesde) est une noble liégeoise du XVe siècle, dame de Tignée de 1462 à 1500,  qui dirigea seule la seigneurie après le décès de son premier époux de 1473 à 1477.

## Biographie
Godescalca est la fille de Jean de Beesde, originaire d'Utrecht, clerc citain de Liège, receveur et tenant de la Cour jurée de la Collégiale Saint-Jean l'Évangéliste de Liège, et de Marguerite de Witte, probablement la sœur du précédent seigneur de Tignée, Arnold de Witte.
Par testament du 2 octobre 1773, son premier mari, Jean de Reyves, la laisse maîtresse de tous leurs biens. Ils ont une fille, Jeanne de Reyves, encore mineure en 1478. Leur fille hérite, à la mort de son père de ses biens sis à Chênée. Elle meurt jeune, probablement avant sa mère.
Godescalca épouse, en 1477, Gilles le Pannetier qui meurt probablement en 1499 et avec qui elle a une fille, Marie le Pannetier, qui épouse Thierry de Saive.
Le 1e octobre 1499, Jean Yserloen, confesseur des religieuses de l'abbaye Notre-Dame à Munster, et Renier Jodevelt, receveur du même monastère, requièrent « Cunégonde de Bees », dame de Tignée, de relever la seigneurie et de payer la redevance annuelle d'un florin d'or, pour les quarante dernières années, redevance dont les possesseurs de Tignée ont oublié de s'acquitter. Godescalca paie aux procureurs du monastère, neuf florins d'or pour les années échues et s'engage pour l'avenir à payer régulièrement la redevance féodale.